# Loquax
Loquax Chat Client ou apenas Loquax foi um cliente de bate-papo para Microsoft Windows. Em meados de 2001 foi desenvolvido por Devish e reprogramado e desenvolvido em 2010 por Marcio Rodrigues, com a finalidade de ser uma forma fácil, rápida e segura de acessar os bate-papos do UOL e BOL, onde é possível conversar com milhares de pessoas de diferentes partes do Brasil.

## Segurança
Loquax é reconhecido por empresas de segurança como Kaspersky e Trend Micro, como um programa seguro.
Desde 25 de abril 2013 passou a ser assinado digitalmente pela companhia Comodo Group, uma das maiores no ramo de certificação digital, o que garante aos usuários maior segurança ao instalar o software em seu computador.

## Principais funções
- Player para midi, mp3 e wma.
- Mini-player para controlar o player a partir da sala.
- Fila de midis: Permite controlar a sequência de usuários que enviam música nas salas.
- Lista de midis favoritas.
- Letras de música de acordo com o arquivo reproduzido.
- Possibilidade de visualizar imagens em salas comuns.
- Ignore automático de spam(propaganda) e flood(mensagens repetidas).
- Emoticons estilo MSN.
- Texto em negrito, itálico e sublinhado.
- Botão de acesso ao Twitter na janela de chat.
- Plugin para mostrar na sala o que está tocando no Windows Media Player.
- Busca no Google dentro da sala.
- Salvamento das últimas 5 filas de midis.
- Corretor ortográfico.
- Lista de amigos.
- Lista negra.
- Lista de salas favoritas.
- Receber mensagens somente de quem está na Lista de Amigos.
- Modo away(ausente) com resposta automática.
- Possibilidade de salvar todas as suas conversas automaticamente.
- Envio e recebimento de mensagens coloridas.
- Boss Key(Esconde o programa com uma combinação de teclas de atalho).
- Possibilidade de remover cada uma das mensagens recebidas individualmente.
- Player para os vídeos do Youtube.
- e mais...

## Captura de tela de versões anteriores

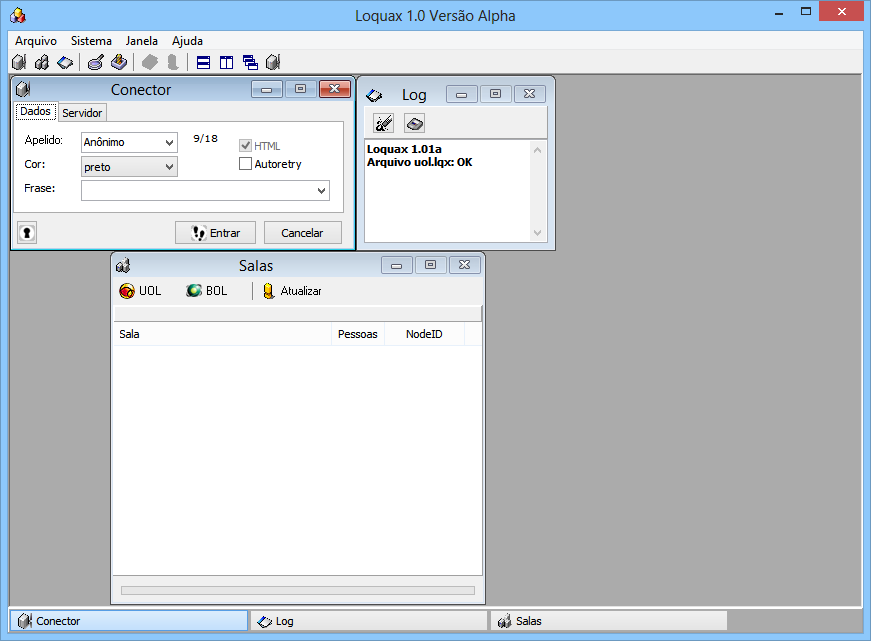
Loquax 1.0 Alpha
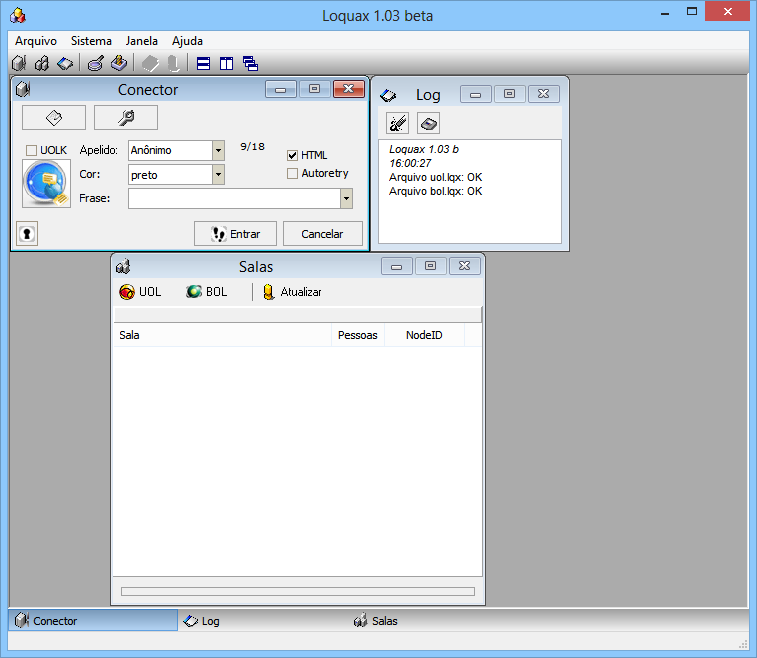
Loquax 1.03 Beta
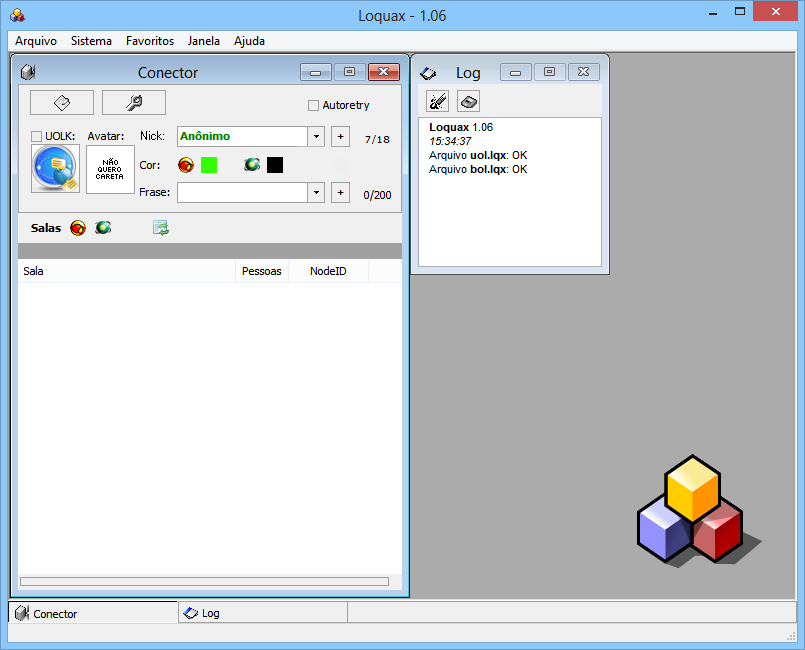
Loquax 1.06
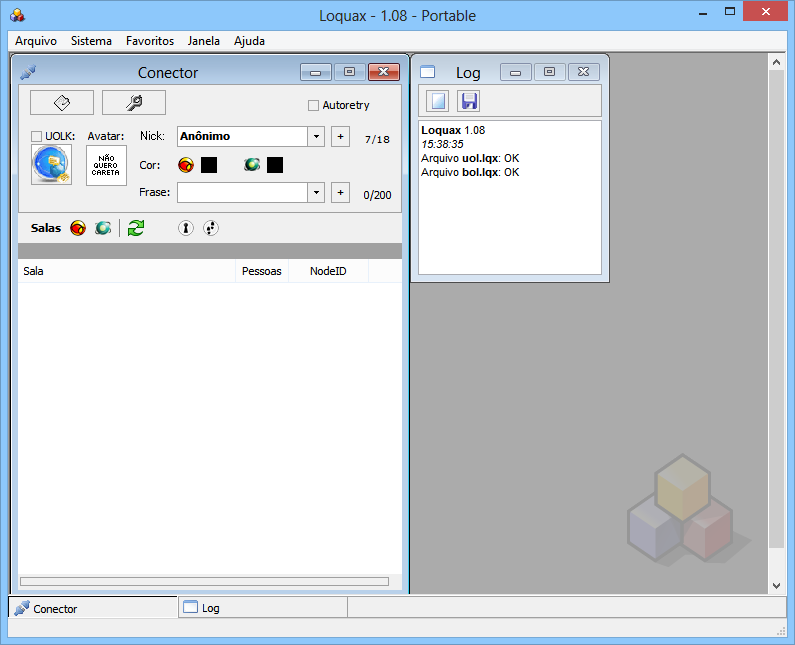
Loquax 1.08
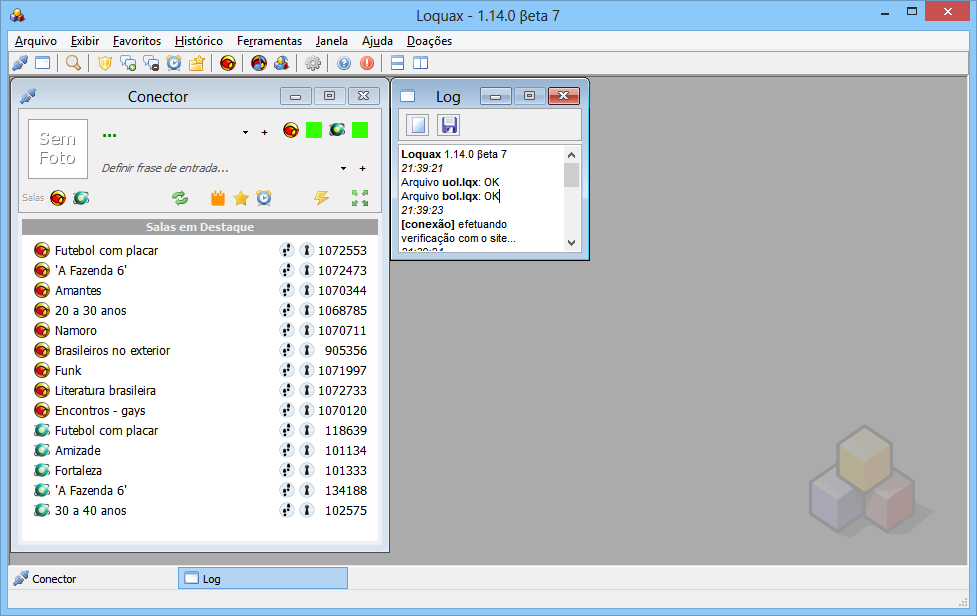
Loquax 1.14 Beta 7